# Gennady Yanayev
Gennady Ivanovich Yanayev (em russo: Геннадий Иванович Янаев; Oblast de Nijni Novgorod, 26 de agosto de 1937 – Moscou, 24 de setembro de 2010) foi um político soviético e atuou como presidente interino da União Soviética por três dias durante o Golpe de Agosto. A carreira política de Yanayev abrangeu os governos de Khrushchov, Brejnev, Andropov e Chernenko, e terminou durante os anos de Gorbatchov. Yanayev nasceu em Perevoz, Oblast de Gorky. Depois de anos na política local, ele ganhou destaque como presidente do Conselho Central de Sindicatos de Toda a União, mas também ocupou outros cargos menores, como o de vice da União das Sociedades Soviéticas para Amizade e Relações Culturais com Países Estrangeiros.
Devido à sua presidência do Conselho Central de Sindicatos de toda a União, em 1990 ele ganhou um assento no 28º Politburo e no Secretariado do Comitê Central. Mais tarde naquele ano, em 27 de dezembro, com a ajuda de Mikhail Gorbatchov, Yanayev foi eleito o primeiro e único vice-presidente da União Soviética. Com dúvidas crescentes sobre o rumo que as reformas de Gorbatchov estavam tomando, Yanayev começou a trabalhar com o Gangue dos Oito, o grupo que depôs Gorbatchov durante a tentativa de golpe de Estado em agosto de 1991, e acabou liderando formalmente esse grupo. Depois de três dias, o golpe foi derrotado. Durante seu breve controle do poder, Yanayev foi nomeado presidente interino da União Soviética. Em seguida, foi preso por seu papel no golpe, mas em 1994 foi perdoado pela Duma Federal. Ele passou o resto de sua vida trabalhando na administração do turismo russo até sua morte em 24 de setembro de 2010.

## Início de vida e carreira
Yanayev nasceu em 26 de agosto de 1937 na cidade de Perevoz, no Oblast de Gorky, durante a administração de Josef Stalin como Secretário Geral do Partido Comunista da União Soviética. Ele se formou no Instituto de Agricultura de Gorky em 1959. Após a graduação, trabalhou como chefe de uma unidade agrícola mecanizada e, mais tarde, como engenheiro-chefe no Oblast de Gorky. Ele se candidatou e tornou-se oficialmente membro do Partido Comunista da União Soviética (PCUS) em 1962. De 1963 a 1968, ocupou o cargo de segundo e, posteriormente, de primeiro secretário do Komsomol de Gorky e, mais tarde, tornou-se presidente do Comitê de Organizações Juvenis, cargo que ocupou por 12 anos. De 1980 a 1986, foi vice-presidente da União das Sociedades Soviéticas para Amizade e Relações Culturais com Países Estrangeiros. Em 1986, tornou-se Secretário de Assuntos Internacionais do Conselho Central de Sindicatos de Toda a União e, em 1989, tornou-se Vice-presidente dos sindicatos. Em abril de 1990, foi eleito Presidente do Conselho Central de Sindicatos de Toda a União. Como presidente dos sindicatos, ele não conseguiu reprimir o crescente descontentamento dos trabalhadores no país, mas sua posição lhe garantiu um assento no Politburo do Partido Comunista da União Soviética (PCUS) no 28º Congresso do PCUS (realizado em 1990), além de sua eleição para o Secretariado do Comitê Central.

## Vice-presidente da União Soviética
Em 27 de dezembro de 1990, Mikhail Gorbatchov propôs Yanayev como vice-presidente da União Soviética. Ele foi a terceira opção de Gorbatchov para o cargo já que o ministro das Relações Exteriores, Eduard Shevardnadze, e o presidente do Cazaquistão, Nursultan Nazarbayev, recusaram a oferta. Yanayev havia sido inicialmente rejeitado pelo Soviete Supremo, mas foi finalmente aprovado em uma segunda votação devido à insistência de Gorbatchov (por uma votação de 1.237 votos a favor e 563 contra), apenas alguns dias depois de Shevardnadze ter renunciado ao cargo devido à vontade de Gorbatchov de dar margem aos conservadores. Yanayev disse após a votação: “Sou comunista até o fundo da minha alma”.
Algumas semanas após a eleição de Yanayev, um alto funcionário soviético descreveu Yanayev como “o Quayle de Gorbatchov, um conservador sem personalidade, que não representava nenhuma ameaça a Gorbatchov, e pacificaria a direita”. No início de janeiro de 1991, Yanayev chefiou um comitê que trabalhava na formação de um novo gabinete. Mais tarde, ele foi enviado à cidade soviética de Kuznetsk para negociar com um sindicato independente recém-formado, sendo essa a primeira vez desde 1917 que um funcionário do governo russo negociou com um sindicato; no entanto, depois de chamar a atenção do governo soviético, os sindicalistas retiraram seus planos de greve.

### Golpe de Agosto
Pouco depois de assumir o cargo, Yanayev juntou-se a um grupo de políticos comunistas mais conservadores, liderados pelo presidente da KGB, Vladimir Kryuchkov, que esperava persuadir Gorbatchov a declarar estado de emergência. Depois que Gorbatchov anunciou sua proposta de um Novo Tratado da União para formar a União das Repúblicas Soberanas Soviéticas, como uma reorganização da União Soviética em uma nova confederação, ele saiu de férias para sua dacha na Crimeia. Acreditando que esse novo tratado da União levaria à desintegração da URSS, o Comitê Estatal sobre o Estado de Emergência colocou Gorbatchov em prisão domiciliar em 19 de agosto, um dia antes da assinatura do tratado. Naquele mesmo dia, a Agência Telegráfica da União Soviética (TASS) emitiu o decreto dos golpistas, que dizia "Devido às condições de sua saúde, Mikhail Gorbatchov não está mais apto a exercer as funções de presidente da URSS. De acordo com o artigo 127, cláusula 7 da constituição da URSS, o vice-presidente Gennady Yanayev assumiu as funções de presidente da URSS".
O decreto fazia referência aos crescentes problemas enfrentados pelo país, como tensões étnicas, confrontos políticos e caos, que, de acordo com os líderes do golpe, ameaçavam a própria existência da vida soviética e a integridade territorial da URSS. Yanayev afirmou ainda que o perigo de colapso era iminente e que, se a situação econômica não fosse resolvida rapidamente, a União Soviética entraria em colapso. Além disso, Yanayev e o restante do comitê estadual ordenaram que o Gabinete de Ministros alterasse o plano quinquenal em vigor para aliviar a falta de moradia. Todos os moradores da cidade receberam um terço de um acre cada um para combater a escassez de alimentos no inverno com o cultivo de frutas e legumes. Quando perguntado sobre Gorbatchov, Yanayev respondeu: "Deixe-me dizer que Mikhail Gorbatchov está agora de férias. Ele mesmo está se submetendo a tratamento em nosso país. Ele está muito cansado depois de tantos anos e precisará de algum tempo para melhorar." Em uma entrevista coletiva, as mãos de Yanayev tremiam violentamente, o que levou muitos jornalistas a se concentrarem na aparente embriaguez de Yanayev em vez da suposta saúde precária de Gorbatchov.
Em 19 de agosto, os cidadãos de Moscou se reuniram em torno da Casa Branca da Rússia e começaram a erguer barricadas ao redor dela, o que levou Yanayev a declarar estado de emergência em Moscou às 16 horas. Yanayev declarou na coletiva de imprensa às 17:00 que Gorbatchov estava “descansando”. Ele disse: “Ao longo desses anos, ele ficou muito cansado e precisa de um tempo para recuperar sua saúde.” Yanayev disse que o Comitê de Emergência estava comprometido com a continuidade de suas reformas. No entanto, a postura fraca, as mãos trêmulas e a expressão abalada de Yanayev tornaram suas palavras pouco convincentes. Em 21 de agosto, o Presidium do Soviete Supremo da URSS, presidido pelos chefes das câmaras do parlamento da união, adotou uma resolução na qual declarava ilegal a demissão efetiva do presidente Gorbatchov de suas funções e a transferência delas para o vice-presidente do país e, nesse sentido, exigia que o vice-presidente Yanayev cancelasse os decretos e as ordens de emergência com base neles. De acordo com alguns historiadores, Yanayev era o membro mais visível e poderoso do Comitê de Emergência, mas não era seu idealizador; Kryuchkov foi descrito como o “coração e a alma da conspiração”. Yanayev só concordou em chefiar o Comitê de Emergência em 20 de agosto. Juntamente com outros líderes do golpe, como Valentin Pavlov e Boris Pugo, por exemplo, Yanayev foi demitido do cargo de vice-presidente e, mais tarde, preso por seus crimes contra o Estado soviético.
Em 1993, o semanário Novy Vzglyad, de Moscou, citou Yanayev admitindo que estava bêbado quando assinou o decreto que o tornou presidente interino, mas dizendo que a embriaguez não havia afetado seu julgamento. Em uma entrevista de 2008, Yanayev disse que se arrependia de ter se tornado presidente interino, afirmando ainda que foi pressionado pelos membros mais conservadores a assinar os documentos que declaravam sua própria presidência. Ele descreveu os eventos de 1991 como um fardo para o resto de sua vida.

## Vida posterior e morte
Yanayev foi libertado sob o compromisso de não sair do país em janeiro de 1993. Ele foi perdoado em 1994. Ele acabaria se tornando o chefe do Departamento de História e Relações Internacionais da Academia Internacional de Turismo da Rússia.
 

Em 20 de setembro de 2010, Yanayev adoeceu e foi hospitalizado no Hospital Clínico Central em Moscou, onde foi diagnosticado com câncer de pulmão. Ele morreu em 24 de setembro de 2010. O Comitê Central do Partido Comunista da Federação Russa (PCFR) expressou suas condolências à família de Yanayev. Ele foi enterrado no cemitério de Troyekurovskoye, em uma cerimônia que contou com a presença de vários membros proeminentes do Partido Comunista da Federação Russa.